# Maj Johnson
Maj Johnson, egentligen Maj Catrine Jonsson, född 22 februari 1914, död 17 september 1964 i Skarpnäcks församling, var en svensk barnskådespelare. Hon var dotter till skådespelaren Mary Johnson och hennes dåvarande make, senare känd som Karl Gerhard.

## Filmografi
- 1918 – Fyrvaktarens dotter